# 河套学院
河套学院，简称河院，是中华人民共和国的一所全日制本科公办省属普通高等学校，位于内蒙古自治区巴彦淖尔市临河区。
1985年，河套大学（专科）成立。2000年4月，巴彦淖尔盟教育学院和巴彦淖尔盟师范学校并入河套大学。2004年初，巴彦淖尔盟广播电视大学、巴彦淖尔盟财经学校、巴彦淖尔盟卫生学校、巴彦淖尔盟农牧学校和内蒙古临河水利学校并入河套大学。2012年3月29日，升格为本科层次的河套学院。